# Florian Weber (Pianist)

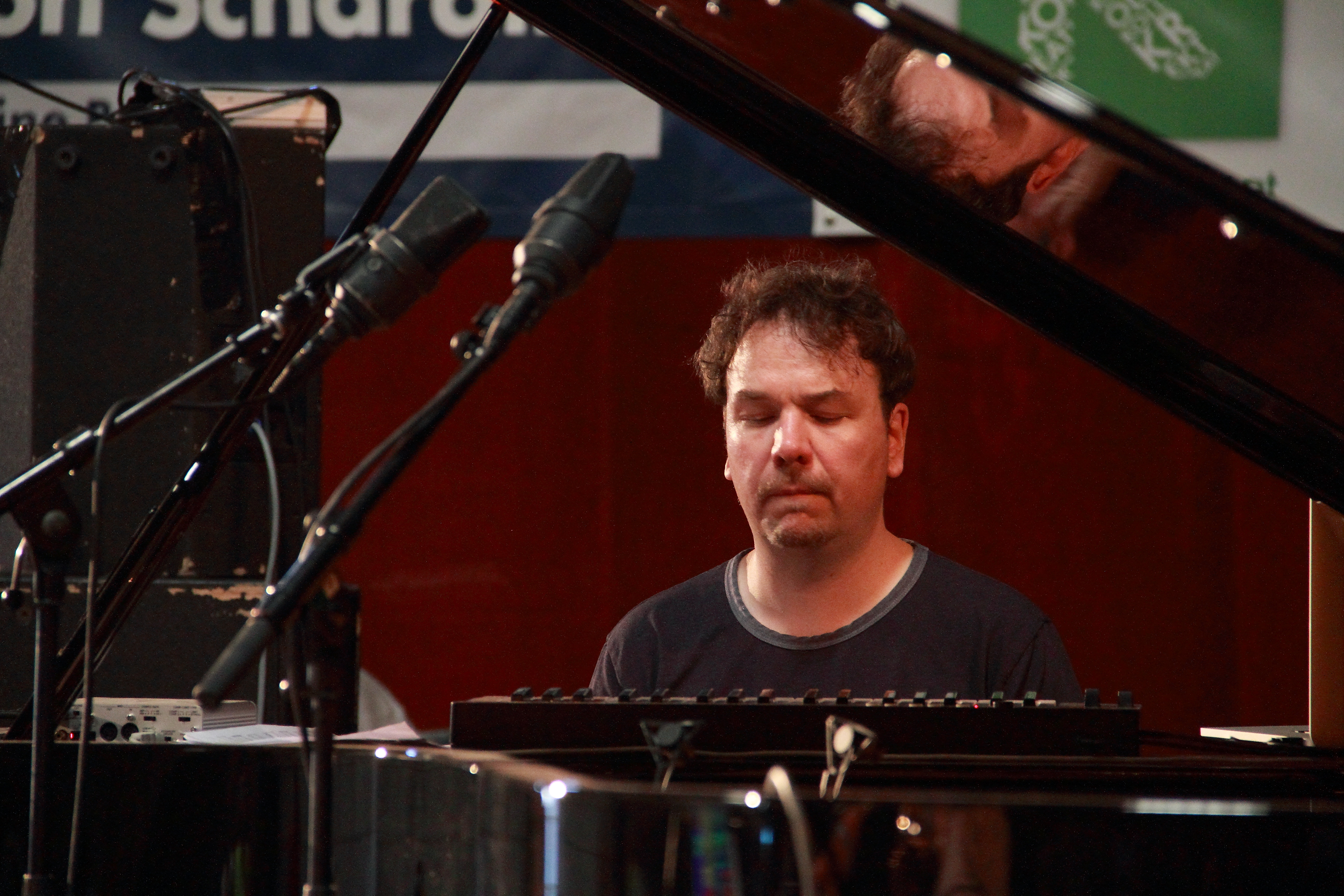
Florian Weber auf dem INNtöne Jazzfestival 2017

Florian Weber (* 20. November 1977 in Detmold) ist ein deutscher Pianist und Komponist des Modern Jazz.

## Leben und Wirken
Florian Weber ist der Sohn des Musikprofessors Rainer Weber und der Opernsängerin Elke Weber. Bereits im Alter von vier Jahren erhielt er privaten Klavierunterricht. Zum Zeitpunkt seines Hochschulabschlusses spielte er gleichermaßen in Klassik- und Jazzensembles. Als Solist sowie als Ensemblemitglied gewann er Wettbewerbe und erhielt Erste Preise bzw. beste Auszeichnungen.

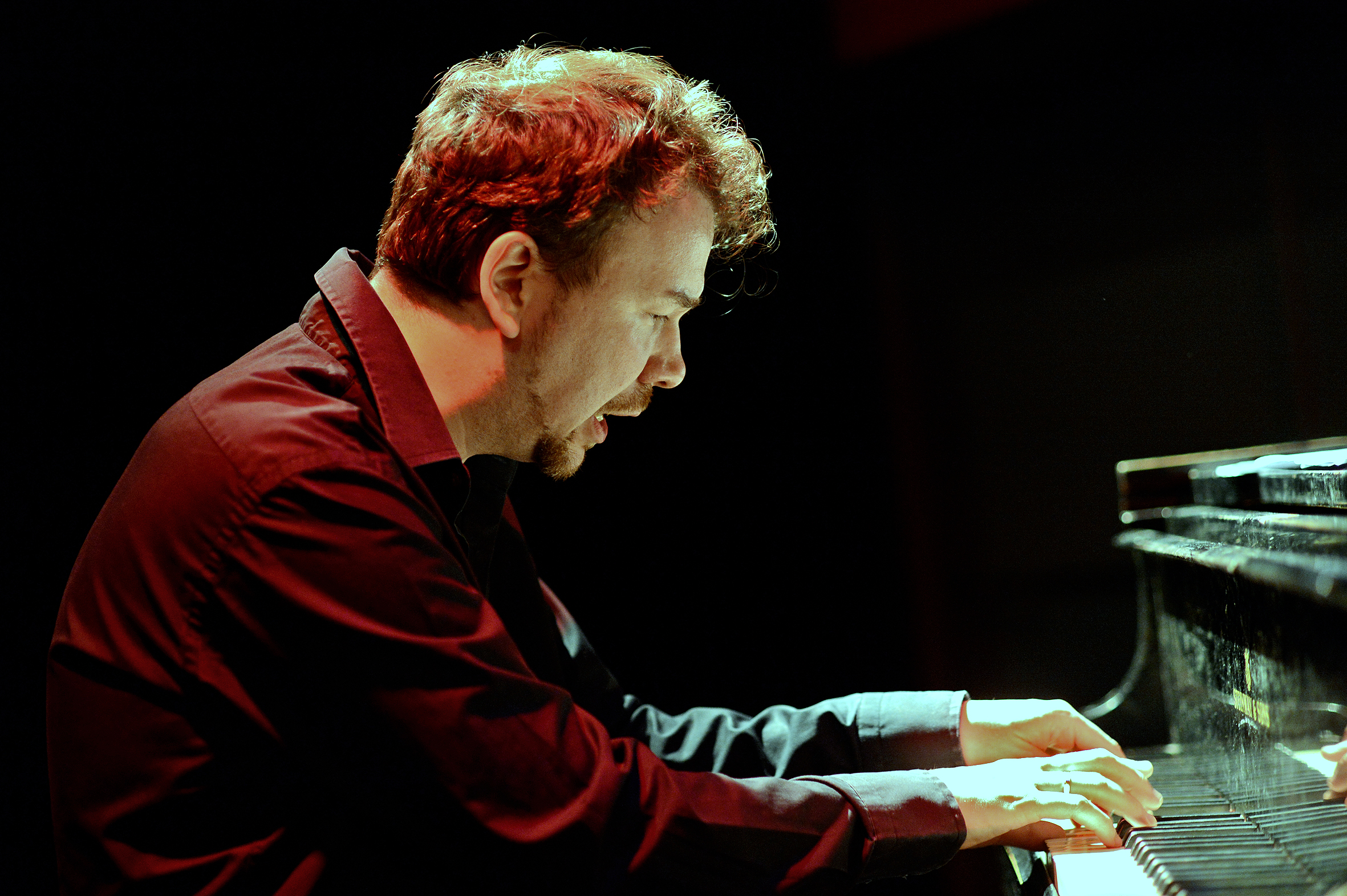
Florian Weber am 7. Juni 2012 im Stadtgarten Köln

1999 wurde Weber als Stipendiat an das Berklee College of Music in Boston eingeladen, lehnte es aber ab, um stattdessen zunächst Mathematik, Physik und Biologie zu studieren. Kurz darauf jedoch nahm er vorübergehend bei Hans Lüdemann und dann bei John Taylor das Jazzstudium in Köln auf. Ab 2001 studierte Weber über ein erneutes Stipendienangebot bei JoAnne Brackeen, Paul Bley und Danilo Pérez in Boston sowie bei Richie Beirach und Lee Konitz in New York. Bereits in den späten 1990er begann er mit Musikern wie Michael Brecker, Albert Mangelsdorff, Eddie Henderson, Lee Konitz und Benny Bailey zu arbeiten und schloss 2005 sein Studium an der Hochschule für Musik Köln erfolgreich ab. Kurz darauf ging er als Solist mit dem Russischen Philharmonie Orchester auf Tournee und spielte auf Angelika Niesciers Album Sublim 3.
Zusammen mit dem US-amerikanischen Bassisten Jeff Denson und dem israelischen Schlagzeuger Ziv Ravitz gründete Florian Weber während des Studiums 2002 das Trio Minsarah. „Ein Minsarah (hebräisch für Prisma) bündelt Licht zu einem vielfarbigen Spektrum. Weber, Denson und Ravitz drehen diesen Prozess einfach um, schicken Swing, Bebop, Bartok, Bach, Funk, Rock, Afrikanisches, Orientalisches, Choräle, Repetitionen, Bitonalität und freies Spiel genau in die entgegengesetzte Richtung und schaffen dabei einen völlig neuen, strahlenden Stil.“
2006 veröffentlichte Weber mit Minsarah eine erste CD unter dem gleichnamigen Titel. Die CD wurde mit dem „Preis der deutschen Schallplattenkritik“ ausgezeichnet.
In Köln begann Lee Konitz mit dem Trio Minsarah zu arbeiten (2006) und fand mit den drei Musikern „Partner …, die über genug Eigensinn und Substanz verfügen, ihn so stark unter Spannung zu setzen, dass er sie nun zu seinem „New Quartet“ erklärt hat.“ Die vier traten gemeinsam in Deutschland und vor allem den USA auf und nahmen 2008 die erste CD Deep Lee im Systems Two Studio in Brooklyn auf. Es folgten die Aufnahmen zu Blurring the Lines, bevor Weber 2010 als erster deutscher Pianist zusammen mit dem Lee Konitz New Quartet im New Yorker Village Vanguard ein Live-Album einspielte; Standards Live: At the Village Vanguard erhielt vom französischen Magazin Jazzman die Auszeichnung „Choc de l’Annee“.
2011 gründete Weber zusammen mit Lionel Loueke (Gitarre), Thomas Morgan (Bass) und Dan Weiss (Schlagzeug) die Formation Biosphere, in der er neben Klavier auch Fender Rhodes spielte und verstärkt auf nord- und westafrikanische Rhythmen zurückgegriffen wurde. 2012 wurde die CD Biosphere veröffentlicht. Weiter spielte er im Duo Inside Out mit Markus Stockhausen und im Quartett mit Anna-Lena Schnabel. Seit August 2021 gehört er zur NDR Big Band.

## Preise und Auszeichnungen
2013 erhielt Florian Weber den Echo Jazz als Instrumentalist des Jahres national Piano/Keyboards und er ist Preisträger des WDR Jazzpreis für Improvisation 2014. 2020 folgte der Belmont-Preis für zeitgenössische Musik der Forberg-Schneider-Stiftung.

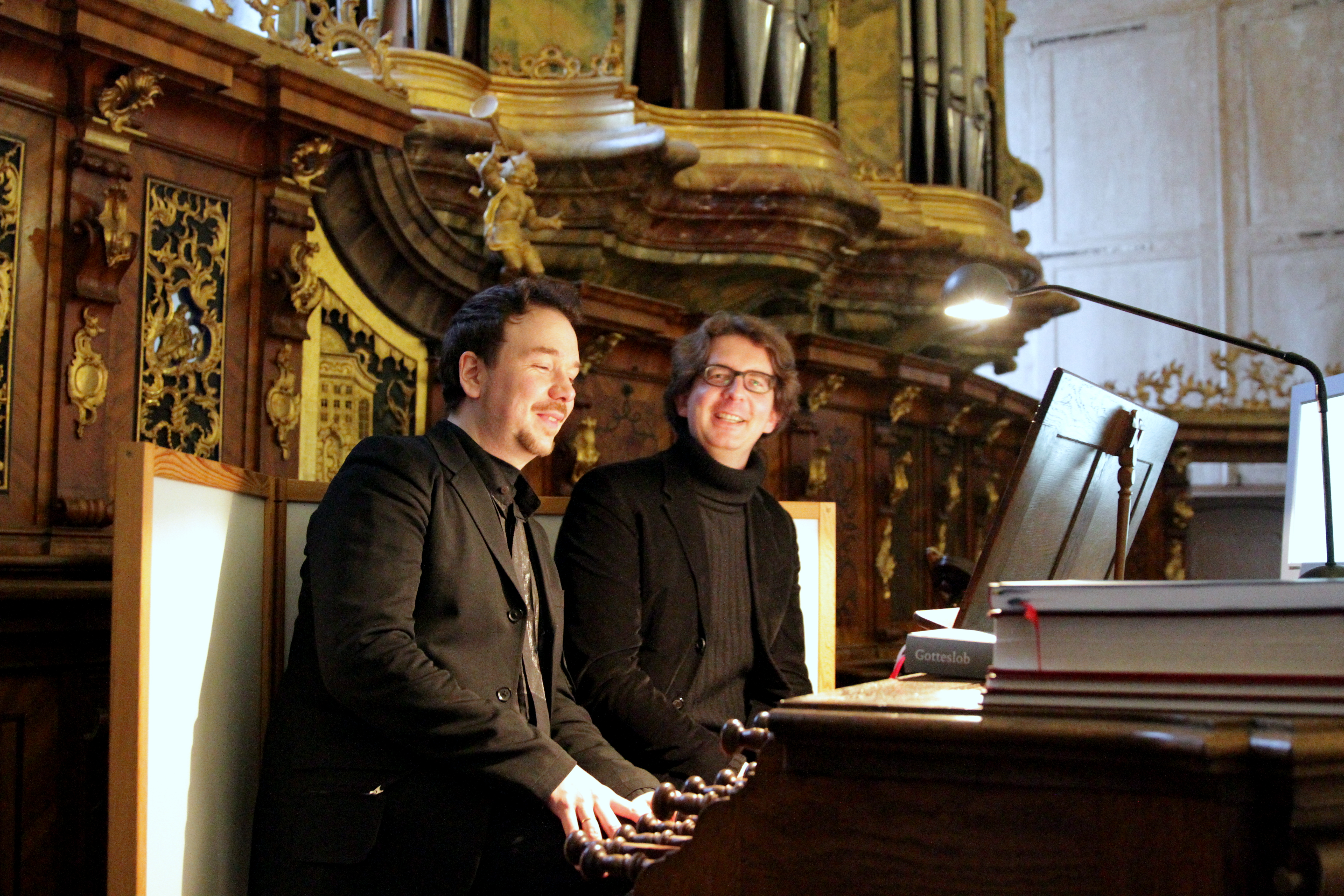
Florian Weber 2014 an der Orgel der Klosterkirche St. Peter und Paul in Irsee

## Diskographische Hinweise
- Minsarah: Minsarah (Enja 2006)
- Minsarah & Lee Konitz: Deep Lee (Enja 2008)
- Minsarah: Blurring the Lines (Enja 2010)
- Eric Vloeimans & Florian Weber: Live @ the Concertgebouw Amsterdam (Challenge Records 2011)
- Jeff Denson Quartet: (Between the Lines, 2012; mit Ralph Alessi, Dan Weiss)
- Biosphere  (Enja 2012)
- Florian Weber, Don McCaslin, Dan Weiss Criss Cross (Exploring Monk and Bill Evans) (Enja 2015)
- Markus Stockhausen & Florian Weber: Alba (ECM 2016)
- Lucent Waters (ECM Records, 2018 mit Ralph Alessi, Linda May Han Oh, Nasheet Waits)[8]
- Florian Weber: Imaginary Cycle (ECM 2024)[9]